# André Gregory
André Gregory (* 11. Mai 1934 in Paris, Frankreich) ist ein US-amerikanischer Theaterregisseur, Autor und Schauspieler.

## Leben und Werk
Gregory wurde in Paris als Sohn russisch-jüdischer Eltern geboren. Sein Vater hatte vor dem Stalinismus zunächst die Sowjetunion verlassen, später auch den zeitweiligen Wohnort Deutschland aufgrund des aufkommenden Nationalsozialismus. Schon vor Beginn des Zweiten Weltkriegs wanderte die Familie in die USA aus. André Gregory studierte an der Harvard University, sein Handwerk als Theaterregisseur erlernte er bei bekannten Namen wie Lee Strasberg und – bei einem Ausflug an das Berliner Ensemble – bei Bertolt Brecht und Helene Weigel. In Warschau besuchte er Jerzy Grotowski und ließ sich von diesem beeinflussen.
In den 1960er- und 1970er-Jahren machte sich Gregory innerhalb der New Yorker Theaterszene einen Namen als Avantgarde-Regisseur. Mit seiner Theatergruppe Manhattan Project führte er viele Produktionen auf, darunter unkonventionelle Inszenierungen von Alice im Wunderland und Samuel Becketts Endspiel. Er war hierbei für die große Vorbereitungszeit seiner Aufführungen bekannt. In den 1970er-Jahren galt er als einer der einflussreichsten Regisseure der Off-Broadway-Szene, ehe er sich aufgrund einer persönlichen Krise für fünf Jahre zurückzog. Er begab sich auf eine spirituelle Weltreise, lernte über Buddhismus, Judaismus und Hinduismus. Als Teil seiner spirituellen Selbstfindung schluckte er in Tunesien Sand und ließ sich einmal auch lebendig begraben.
Nach seiner Rückkehr schrieb Gregory gemeinsam mit seinem Freund, dem Schauspieler und Theaterproduzenten Wallace Shawn, das autobiografische Drehbuch Mein Essen mit André. Dieses wurde 1981 mit Gregory und Shawn in den Hauptrollen unter Regie von Louis Malle verfilmt, für das Drehbuch gewannen Gregory und Shawn den Boston Society of Film Critics Award für das beste Drehbuch. Der zweistündige Film besteht aus einem längeren Gespräch der beiden Hauptfiguren über das experimentelle Theater, Gregorys Weltreisen und im größeren Rahmen den Sinn des Lebens. Mein Essen mit André machte André Gregory erstmals einem Filmpublikum bekannt und er übernahm in den folgenden Jahrzehnten weitere Filmrollen. So spielte er unter anderem einen Pfarrer in Peter Weirs Filmdrama Mosquito Coast (1986) und Johannes den Täufer in Martin Scorseses umstrittenem Jesus-Film Die letzte Versuchung Christi (1988). Zuletzt war er 2016 in der Serie The Young Pope in einer Nebenrolle zu sehen. 1994 arbeitete Gregory nochmals mit Louis Malle und Wallace Shawn zusammen, als er für Malles experimentellen Theaterfilm Vanja auf der 42. Straße mit Shawn in der Hauptrolle das Drehbuch verfasste.
2013 wurde der Dokumentarfilm Andre Gregory: Before and After Dinner über sein Leben veröffentlicht, bei dem seine Ehefrau Cindy Kleine die Regie führte. Aus seiner früheren Ehe mit der Dokumentarfilmerin Mercedes Nebelthau, die 1992 an Brustkrebs starb, hat Gregory zwei Kinder. 2020 erschien seine Autobiografie mit dem Namen This Is Not My Memoir.

## Filmografie (Auswahl)

### Als Schauspieler
- 1981: Mein Essen mit André (My Dinner with Andre)
- 1982: Daddy! Daddy! Fünf Nervensägen und ein Vater (Author! Author!)
- 1984: Protocol – Alles tanzt nach meiner Pfeife (Protocol)
- 1985: Für immer und ewig (Always)
- 1986: Mosquito Coast (The Mosquito Coast)
- 1987: Glitzernder Asphalt (Street Smart)
- 1988: Die letzte Versuchung Christi (The Last Temptation of Christ)
- 1988: Some Girls
- 1990: Fegefeuer der Eitelkeiten (The Bonfire of the Vanities)
- 1991: Houdini & Company – Der Geist des Magiers (The Linguini Incident)
- 1993: Demolition Man
- 1994: Shadow und der Fluch des Khan (The Shadow)
- 1995: Last Summer in the Hamptons
- 1997: Unsere Liebe darf nicht sterben (Hudson River Blues)
- 1998: Goodbye Lover
- 1998: Celebrity – Schön. Reich. Berühmt. (Celebrity)
- 2003: Judge Koan (Sprechrolle)
- 2013: A Master Builder
- 2016: The Young Pope (Miniserie, 2 Folgen)

### Hinter der Kamera
- 1981: Mein Essen mit André (My Dinner with Andre) – als Drehbuchautor
- 1994: Vanja auf der 42. Straße (Vanya on 42nd Street) – als Drehbuchautor
- 2003: Judge Koan – als Produzent
- 2008: Phyllis and Harold (Dokumentarfilm) – als Produzent
- 2013: A Master Builder – als Produzent